# Climacus

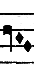
Símbolo del climacus.

El climacus (palabra latina que denota tanto climax como escalera) es un neuma utilizado en canto gregoriano, al cual corresponden tres o más notas descendentes. En notación cuadrada, el climacus se representa con una virga acompañada por dos punctum en forma de diamante. Es éste el único uso de notación en forma de diamante en la edición vaticana.

## Origen y ambigüedades de la notación cuadrada
El climacus, de la manera como es representado en la notación cuadrada , es ambiguo. De hecho, confunde dos neumas cursivos bien diferenciados que podemos disintguir en las notaciones antiguas de St. Gall y, sobre todo, de Laon:
- La Virga subpunctis, , acentuada sobre la primera nota como lo demuestra la notación de Laon , y que en la notación de St. Gall es conforme a su etimología.

- El Climacus propiamente dicho, formado por tres notas ligeras, bien descritas por la notación de Laon , pero que en la notación de St. Gall, , se distingue sólo gracias a la "c" (de celeriter) sobre la primera nota.

El climacus propiamente dicho es un ornamento que sólo aparece en piezas de estilo melismático.

## Tipos
Climacus de ornamento
Siendo conforme a su etimología, el climacus propiamente dicho debe ser representado de la siguiente forma: . El mismo no aparece nunca aislado, sino más bien dentro una fórmula agregada a un neuma. 
Las dos notas en las extremidades del climacus conforman un ornamento superior e inferior al neuma principal. Generalmente se encuentra sobre un sufijo, como en , y muy raramente sobre un prefijo.
Climacus final
Igualmente existen climacus aislados, donde la tercera nota se encuentra episemada, particularmente evidentes en las grafías de Laon, aunque bien reconocibles en St. Gall, , y que las ediciones de Solesmes distinguen a menudo con un episema vertical sobre la última nota . Esta forma aislada prevé una acentuación atípica: Las dos primeras notas son ligeras; el acento del neuma se encuentra sólo en la tercera nota.

## Interpretación
- El climacus propiamente dicho es un neuma de transición, ornamental y ligero, el cual no prevé ningún tipo de acentuación en sí mismo.
- La Virga subpunctis es, en cambio, un neuma que, sobre la base de un análisis de separación neumática entre sus elementos (virga + punctum), debe ser acentuado en la primera nota.

- Datos: Q2979127